# Dino Squad
Dino Squad è una serie televisiva animata prodotta da DIC Entertainment, adesso conosciuta col nome di Cookie Jar Entertainment. Questa è stata l'ultima serie prodotta prima dell'acquisizione della nuova compagnia. In Italia è stata trasmessa prima su Hiro, quindi (solo parzialmente) in chiaro su Italia 1.

## Trama
Cinque teenager vengono a contatto con un fluido mutante ed ora possono trasformarsi in dinosauri: Max in un T-rex, Caruso in uno stegosaurus, Fiona in uno Spinosaurus,  Rodger in uno Styracosaurus, Buzz in uno Pteranodon.
Il loro compito è fermare il dottor Victor Veloci che vuole riportare il mondo all'età della preistoria attraverso i suoi esperimenti.

## Personaggi
- Max
- Caruso
- Rodger
- Fiona
- Buzz
- Rump
- Miss Joanne Moynihan
- Victor Veloci

## Episodi
1. L'inizio (The Beginning)
2. Rodger alla riscossa (Growth Potential)
3. Una rete intricata (Tangled Web)
4. Dinosauri in campo (T-Rex Formation)
5. La fuga di Rump (Who Let the Dog Out?
6. Un bullo per Buzz (Bully-4-U)
7. Pericolo dal web (The Lost Wide Web)
8. Cronista d'assalto (Headline Nuisance)
9. Chi fermerà la pioggia? (Who'll Stop the Rain?)
10. Obiettivo: Zoom (Zoom in on Zoom)
11. Weekend con sorpresa (A Mole Lotta Trouble)
12. Il mostro del campeggio (The Not so Great Outdoors)
13. Animaletti superstar (Pet Peeve)
14. Il mondo secondo Liam (The World According to Liam)
15. Mostriciattolo in fuga (Runaway Ugly)
16. L'attacco del furbo-sauro (Attack of the Brain-A-Saurus)
17. La piccola aspirante (Wannabe)
18. Passa la palla, Max! (Fire and Ice)
19. Uno scherzetto velenoso ("Never Judge a Dinosaur by its Cover)
20. Evviva la collaborazione (Easy Riders and Raging Dinos)
21. L'invasione dei locostosauri (Once Percent inspiration)
22. Un paradiso in pericolo (Howa Lowa Can you Goa?)
23. Doti nascoste (Scents and Scents Ability)
24. Non ce la farò mai (I Think I Can't, I Think I Can't)
25. Perseveranza (Perseverance)
26. Il dinosauro di Troia (The Trojan Dinosaur)

## Doppiaggio
| Personaggio          | Doppiatore originale | Doppiatore italiano |
| -------------------- | -------------------- | ------------------- |
| Rolf "Max" Maxwell   | Ian Eli Lee          | Stefano Crescentini |
| Irwin Caruso         | Ben Beck             | Alessio De Filippis |
| Fiona Flagstaff      | Dana Donlan          | Francesca Manicone  |
| Rodger Blair         | Kelcey Watson        | Simone Crisari      |
| Neil "Buzz" Buzmati  |                      | Gabriele Patriarca  |
| Miss Joanne Moynihan |                      | Cristina Grado      |
| Victor Veloci        |                      | Roberto Certomà     |